# Alphons Maria Scheglmann
Alphons Maria Scheglmann (* 20. Juni 1858 in Oberschneiding; † 17. März 1937 in Regensburg) war Generalvikar und Dompropst in Regensburg.

## Leben
Scheglmann begann 1877 mit dem Studium der Theologie in Innsbruck und wurde am 3. Juli 1881 in Regensburg zum Priester geweiht. Danach war er Aushilfspriester in Fuchsmühl, wurde 1883 in Innsbruck zum Doktor der Theologie promoviert und Kooperator in Windischeschenbach, 1884 Kooperator und Prediger bei St. Martin in Amberg. 1889 wurde er Domvikar in Regensburg und war von 1889 bis 1902 Sekretär des Bischofs Ignatius von Senestrey. 1892 wurde er Domprediger in Regensburg, 1906 Domkapitular ebenda, von 1911 bis 1927 war er Generalvikar ebenda und wurde 1936 Dompropst. Er war Bischöflicher Geistlicher Rat, Offizial und Synodalrichter. Er verfasste eine mehrbändige, lange Zeit die Sicht auf die Säkularisation prägende Geschichte der Säkularisation im rechtsrheinischen Bayern (1903–1908), dargestellt aus kirchlicher Sicht, die nicht nur wegen ihrer Materialfülle von Bedeutung ist, Scheglmann konnte auch noch auf Quellen zurückgreifen, die inzwischen verloren gegangen sind, darunter Briefe Betroffener. Kritisiert wird an Scheglmanns Werk der bewusste Verzicht auf Quellenangaben.

## Werke
- Geschichte der Säkularisation im rechtsrheinischen Bayern, 3 Bände, Regensburg 1903–1908
  - Bd. 1: Vorgeschichte der Säkularisation, 1903
  - Bd. 2: Die Säkularisation in Kurpfalzbayern während des Jahres 1802, 1904
  - Bd. 3: Die Säkularisation in den 1803 definitiv bayerisch gewesenen oder gewordenen Gebieten
    - 1. Teil: Die Säkularisation der Fürstbistümer und Benediktinerabteien, 1905
    - 2. Teil: Die Säkularisation der Zisterzienserabteien, Prämonstratenserabteien, Augustinerchorherrenpropsteien, der übrigen im Jahre 1803 gefallenen Männerklöster und des Doppelklosters Altomünster, 1908